# Piekarki
Piekarki [pronunciación en polaco: /pjɛˈkarki/] es un pueblo ubicado en el distrito administrativo de Gmina Wola Krzysztoporska, dentro del condado de Piotrków, Voivodato de Łódź, en el centro de Polonia. Se encuentra a unos 5 kilómetros al noroeste de Wola Krzysztoporska, a 10 kilómetros al oeste de Piotrków Trybunalski, y a 45 kilómetros al sur de la capital regional Łódź.